# Socodor

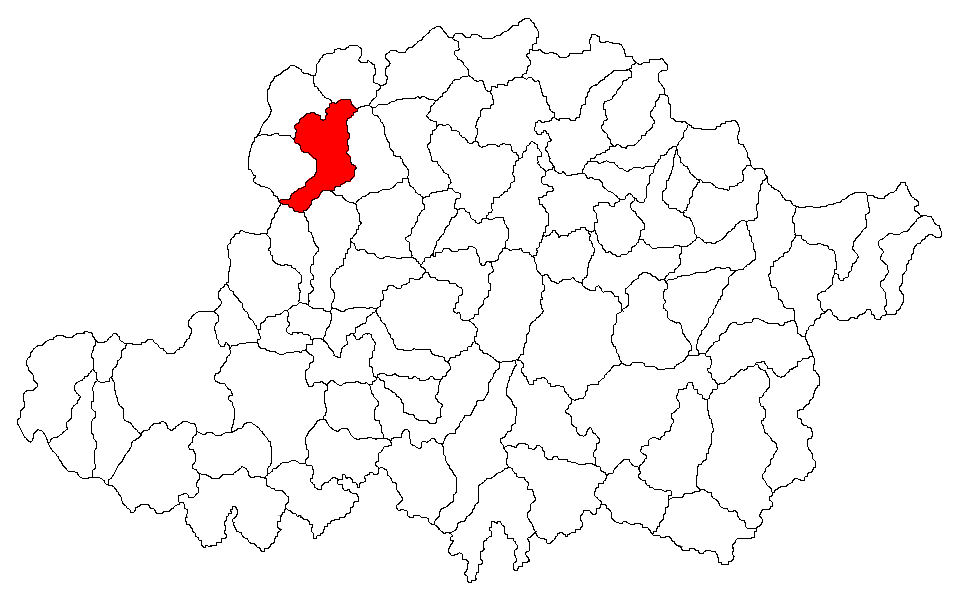
Lage der Gemeinde Socodor im Kreis Arad

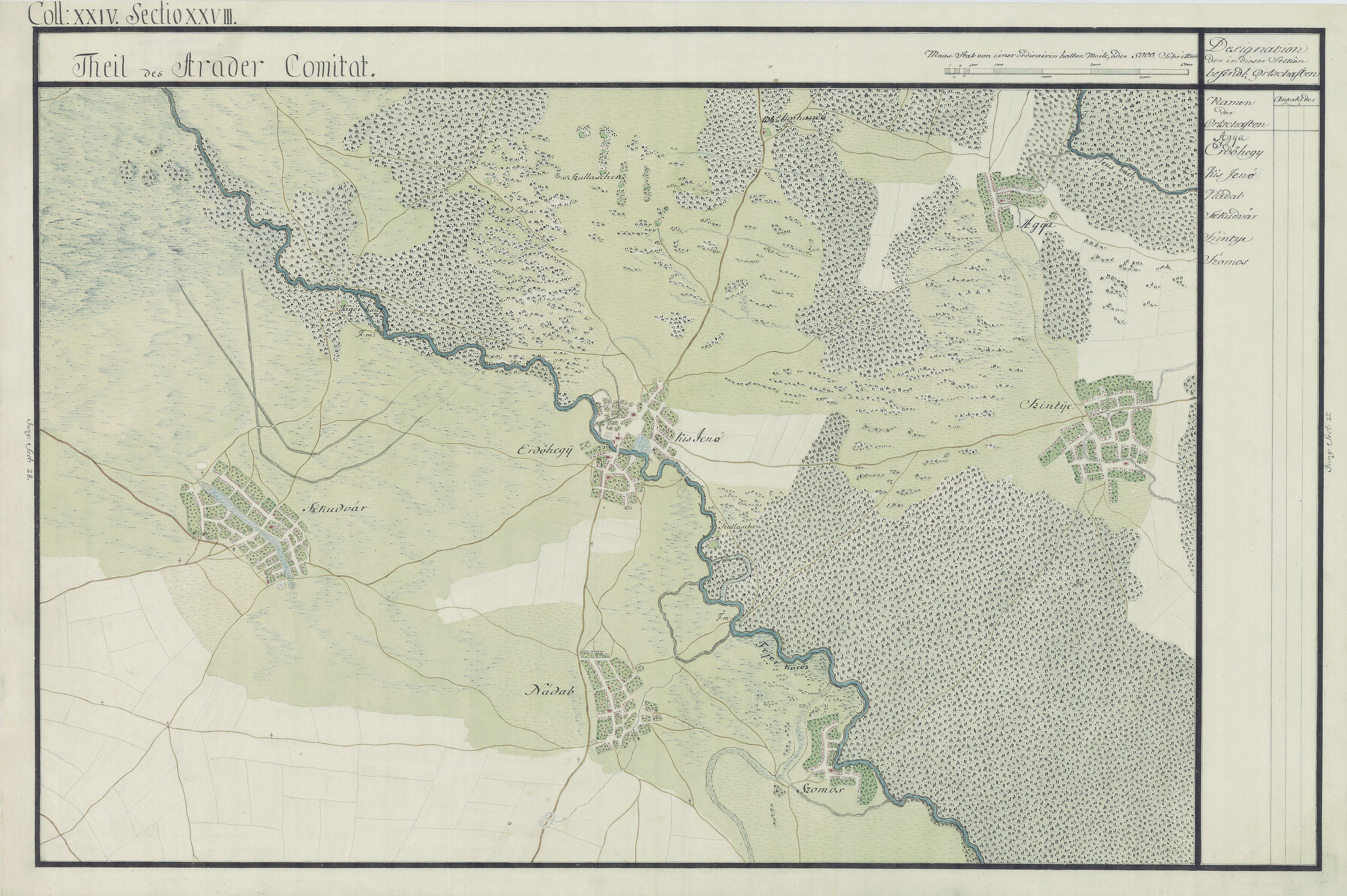
Socodor (Székudvár) auf der Josephinischen Landaufnahme von 1782–1785.

Socodor (ungarisch Székudvar) ist eine Gemeinde im Kreis Arad, im Kreischgebiet, im Westen Rumäniens.

## Geografische Lage
Socodor liegt im Nordwesten des Kreises Arad, in 48 Kilometer Entfernung von der Kreishauptstadt Arad und sechs Kilometer von Chișineu-Criș.

## Nachbarorte
| Vărșand   | Ant                                         | Zerind        |
| Grăniceri | Kompassrose, die auf Nachbargemeinden zeigt | Chișineu-Criș |
| Șiclău    | Șimand                                      | Nădab         |

## Geschichte
Im Laufe der Jahrhunderte traten verschiedene Schreibweisen des Ortsnamens in Erscheinung:
1299 Zekudvar, 1311 Zekuduor, 1332–1337 Zekuduor, 1406 Zekudwar, Zeekwdwar, 1453 Zekwdwar, 1481, 1485–1486 Zekudwar, Zeekwdwar, 1553–1561 Zekudwar, 1715 Székudvar, 1722 Székudvar, 1808, 1839, 1847 Székudvar, 1851 Székudvar, Szokodor, 1858, 1863, 1877 Székudvar, 1882 Székudvar, Zecudurnó, Socodóru, 1893 Székudvar, 1858, 1863, 1877, 1882, 1893, 1909 Socodor, Székudvar, 1913 Székudvar, 1921 Socodor, Székudvar, 1925, 1932, 1956 Socodor.
Nach dem Frieden von Karlowitz (1699) kam Arad und das Maroscher Land unter österreichische Herrschaft, während das Banat südlich der Marosch bis zum Frieden von Passarowitz (1718) unter Türkenherrschaft verblieb. Auf der Josephinischen Landaufnahme ist Székudvar eingetragen. Infolge des Österreichisch-Ungarischen Ausgleichs (1867) wurde das Arader Land, wie das gesamte Banat und Siebenbürgen, dem Königreich Ungarn innerhalb der Doppelmonarchie Österreich-Ungarn angegliedert. Die amtliche Ortsbezeichnung war Székudvar. Der Vertrag von Trianon am 4. Juni 1920 hatte die Grenzregulierung zur Folge, wodurch Socodor an das Königreich Rumänien fiel.
Der Wald von Socodor ist ein beliebtes Jagdrevier, bekannt vor allem des Damhirschs wegen. Hierher kam Nicolae Ceaușescu regelmäßig zur Jagd.

## Persönlichkeiten
- Iosif Goldiș (1836–1902), Bischof, korrespondierendes Mitglied der Academia Română[4]
- Gheorghe Adoc (* 1926), Bildhauer[5]